# Stadion Miejski w Witnicy
Stadion Miejski w Witnicy – stadion piłkarsko-lekkoatletyczny znajdujący się w Witnicy. Na tym obiekcie rozgrywają mecze piłkarze Czarnych Witnica.

## Położenie
Stadion położony jest przy ulicy Strzeleckiej w Witnicy, w północnej części miasta. Obiekt okala Park Leśny.

## Historia
Stadion w Witnicy został zbudowany w 1935 roku, wcześniej w jego miejscu istniał plac, na którym odbywały się festyny. Po II wojnie światowej stał się obiektem domowym klubu piłkarskiego Czarni Witnica. W 2009 roku na stadionie zainstalowano oświetlenie składające się z sześciu masztów, których moc wynosi 650 lux.
W 1986 (Celuloza Kostrzyn 2:1 Lubuszanin Drezdenko, ponad 1000 widzów), 1994 (Celuloza Kostrzyn 0:0 (k. 5:4) Polonia Słubice), 1997 (Czarni 2:0 Polonia Słubice) i w 1998 roku (Czarni 4:3 (pd.) Lubuszanin Drezdenko) rozegrano tutaj finał Pucharu Polski na szczeblu województwa gorzowskiego.
W sezonie 1997/1998 Pucharu Polski na szczeblu centralnym Czarni Witnica zagrali tutaj w I rundzie z Flotą Świnoujście – mecz przyciągnął 1500 widzów, co pozostaje rekordem frekwencji obiektu.
W latach 90. XX wieku żużlowa bieżnia witnickiego stadionu została zaadaptowana na potrzeby zawodów żużlowych. Inauguracją toru żużlowego był mecz towarzyski, który odbył się 3 listopada 1996 roku pomiędzy Stalą Gorzów Wielkopolski a Falubazem Zielona Góra. Zawody przyciągnęły 1500 widzów. 2 sierpnia 1997 roku rozegrano tutaj żużlowe zawody o puchar prezesa klubu piłkarskiego Czarni Witnica, w których udział wzięły drużyny Stali i Stali II Gorzów Wielkopolski, Unii Leszno i reprezentacja Republiki Południowej Afryki. Zgromadziły one 1000 kibiców. W 1997 roku tor w Witnicy otrzymał licencję na organizowanie zawodów o charakterze oficjalnym, jednak na przełomie lat 90. i 2000 zaprzestano tutaj organizowania zawodów żużlowych.
W 2019 roku przeprowadzono gruntowną przebudowę stadionu, w wyniku której m.in. wybudowano nową trybunę i położono czterotorową, tartanową bieżnię lekkoatletyczną o długości 400 metrów.